# Orlane Santos
Orlane Maria Lima dos Santos (Manaus, 9 de dezembro de 1966) é arquiteta e ex-atleta brasileira.

## Profissão

### Atleta
Especializada no salto em altura, disputou em três Campeonato Mundial de Atletismo (Roma 1987, Tóquio 1991 e Stuttgart 1993), em três edições dos Jogos Panamericanos (Caracas 1983, Indianápolis 1987 e Havana 1991), ainda hoje é a recordista brasileira do salto em altura, fazendo parte dos recordes brasileiros no atletismo. 
Com uma série de vitórias no Campeonato Sul-Americano (1983, 1987, 1989, 1991, 1993 e 1995) no salto em altura. Em sua carreira, foi ex-recordista sul-americana no salto em altura e no heptatlo juvenil.
Mantem-se o recorde brasileiro na prova do salto em altura na categoria sub-18 com a marca de 1,85m em 1983 na Cidade do México, na categoria Sub-20 com a marca de 1,86m em 1984 em Nassau (Bahamas), Bahamas e na categoria Sub-23 com a marca de 1,90m em 1987 em São Paulo.
Em 11 de agosto de 1989 passou a ser detentora do recorde brasileiro mais antigo do atletismo feminino, atingido quando na prova do salto em altura, alcançou a marca de 1,92m. 
Em 1991, participou do Campeonato Mundial de Atletismo em Pista Coberta em Sevilla, Espanha onde conseguiu a sua melhor colocação em mundiais, sendo uma das finalistas do campeonato.
Foi homenageada no evento Astros do Atletismo Mundial em Manaus, por prestar serviços à causa do atletismo.

### Arquiteta
Iniciou a carreira de arquiteta montando seu próprio escritório em São Paulo, realizando projetos de arquitetura e design de interiores. Participou da Casa Cor SP 2015 com o título "Brasilidade". Além da Casa Cor participou de três edições do Polo Design Show, mostras de Decoração na região do ABC Paulista. 

## Recordes
| Prova           | Prova   | Resultado | Local     | Data        |
| --------------- | ------- | --------- | --------- | ----------- |
| Salto em altura | Outdoor | 1,92 m    | Bogota    | 11 ago 1989 |
| Salto em altura | Indoor  | 1,90 m    | Wuppertal | 14 fev 1992 |

Fonte: Perfil de atleta de Orlane Maria Lima dos Santos 